# Smoquizza (isola)
Smoquizza o Smoquiza (in croato: Smokvica) è un isolotto disabitato della Croazia, situato di fronte alla costa dalmata settentrionale, a nord-ovest di Capocesto. Dal punto di vista amministrativo appartiene al comune di Capocesto, nella regione di Sebenico e Tenin.

## Geografia
Smoquizza si trova a circa 310 m da punta Raduča, la piccola penisola che divide le due valli di Capocesto Grande e Piccola (uvala Raduča Vela e uvala Raduča Mala) e 1 km a nord-ovest del porto di Capocesto (Primoštenka luka). L'isolotto ha una superficie di 0,06 km², uno sviluppo costiero di 0,91 km e la sua altezza massima è di 14,6 m.

### Isole adiacenti
- Plana (Tmara), 3,8 km a nord[2].
- Luccogna (Lukovnjak), a sud-ovest di Smoquizza.
- Maslignago (Maslinovik), 2,3 km a sud-ovest[2].

### Cartografia
- (HR) Mappa topografica della Croazia 1:25000, su preglednik.arkod.hr. URL consultato il 15 ottobre 2017.
- G. Giani, Carta prospettiva delle Comuni censuarie della Dalmazia, foglio 6, 1839. Fondo Miscellanea cartografica catastale, Archivio di Stato di Trieste.
- Carta di cabottaggio del mare Adriatico, foglio IX, Milano, Istituto geografico militare, 1822-1824. URL consultato il 16 ottobre 2017 (archiviato dall'url originale il 13 aprile 2013).